# Bob Naber
Robert Edward Naber, detto Bob (Covington, 3 settembre 1929 – Covington, 8 febbraio 1998), è stato un cestista statunitense, professionista nella NBA.

## Carriera
Dopo la carriera universitaria a Louisville, disputò 4 partite nella NBA con gli Indianapolis Olympians nel 1952-53, segnando 1 punto.